# Scoparia cleodoralis
Scoparia cleodoralis là một loài bướm đêm trong họ Crambidae.